# Потес
Потес (ісп. Potes) — муніципалітет в Іспанії, у складі автономної спільноти Кантабрія. Населення — 1533 осіб (2009).
Муніципалітет розташований на відстані близько 310 км на північ від Мадрида, 75 км на південний захід від Сантандера.
На території муніципалітету розташовані такі населені пункти: Потес (адміністративний центр), Расес.

## Демографія
Динаміка населення (INE ):

## Галерея зображень

Розташування муніципалітету